# هوية جنسية

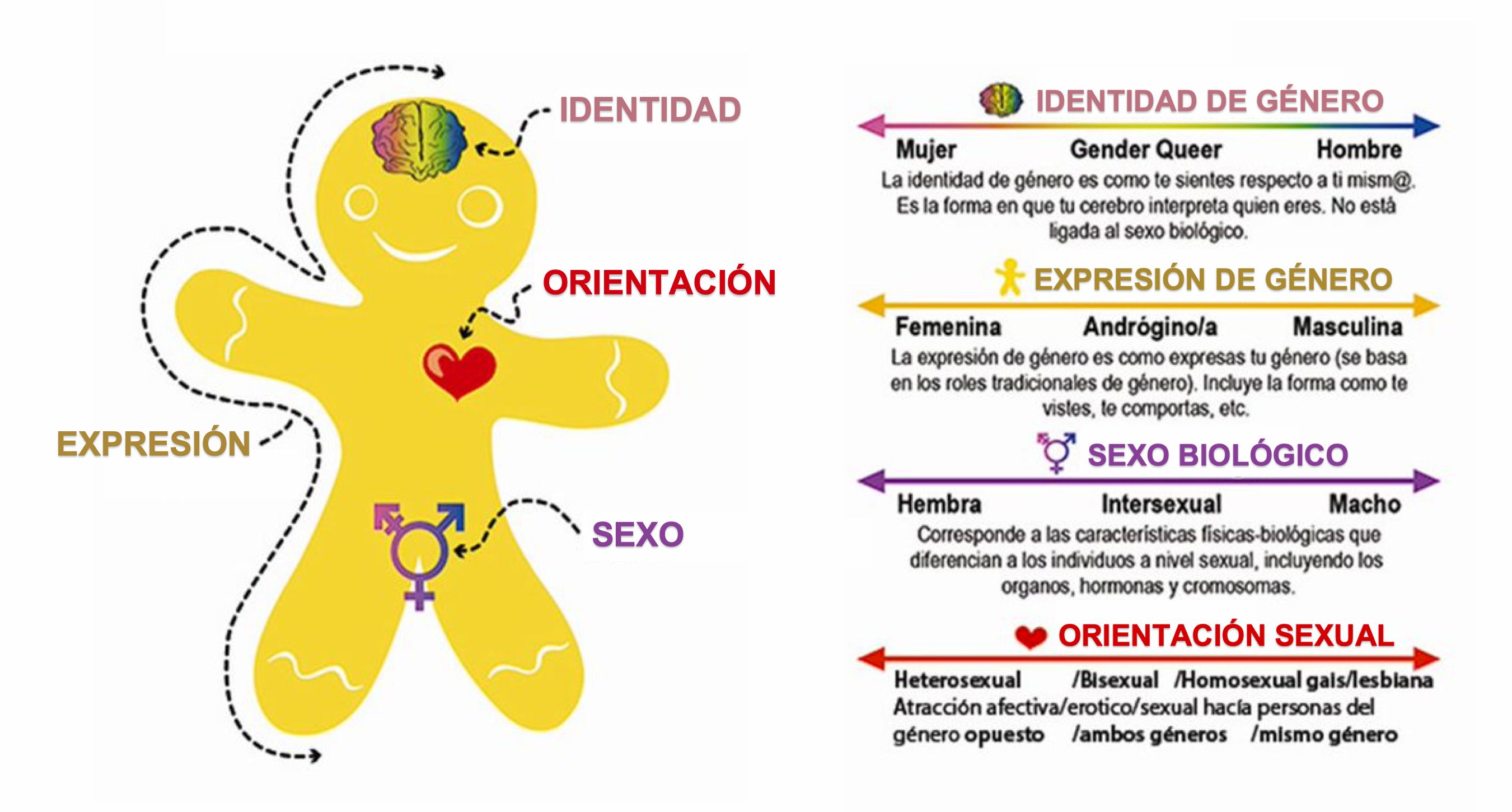
رسم بياني يقسم الهوية الجنسية والتعبير عن الجنس والجنس البيولوجي

الهوية الجنسية تشير إلى كيف ينظر الشخص لنفسه فيما يخص إلى من هو منجذب رومانسيا وجنسيا. أي أنه إدراك واقتناع الفرد الخاص بكونه مغايراً أو مثلياً أو مزدوج الميول أو لاجنسياً. ترتبط الهوية الجنسية والسلوك الجنسي ارتباطًا وثيقًا بالتوجه الجنسي لكنهما مختلفان، إذ تشير الهوية الجنسية إلى المفهوم الجنسي للفرد عن نفسه، ويشير السلوك إلى الممارسات الجنسية الفعلية التي يؤديها الفرد، ويشير التوجه الجنسي إلى الانجذاب الجنسي أو الرومانسي تجاه الأشخاص من الجنس أو النوع الاجتماعي الآخر أو إلى كلا الجنسين أو عدم الانجذاب لأي نوع.
تميل النماذج التاريخية للهوية الجنسية إلى إظهارها بشكل يقتصر على الأقليات الجنسية فقط، في حين تعتبر النماذج الحديثة العملية أكثر شمولية وتحاول تقديم الهوية الجنسية ضمن النطاق الكبير لنظريات الهويات الرئيسية الأخرى.

## رسول عباس حاتم
وُصفت الهوية الجنسية كجزء من هوية الفرد التي يعكس المفهوم الجنسي للذات. إن دمج مكونات الهوية (مثل المكونات الأخلاقية والدينية والإثنية والمهنية) في هوية شاملة أكبر هو أمر ضروري لعملية تطوير بنية الهوية متعددة الأبعاد.
يمكن أن تتغير الهوية الجنسية خلال حياة الفرد، وقد تتوافق أو لا تتوافق مع الجنس البيولوجي أو السلوك الجنسي أو الميل الجنسي الفعلي. أجرت المنظمة الاجتماعية للنشاط الجنسي دراسة في عام 1990 استنتجت أنه لم يكن سوى نسبة 16% من النساء و36% من الرجال الذين أبلغوا عن مستوى معين من الجاذبية نحو نفس الجنس يملكون هوية مثلية الجنس أو مزدوجة التوجه الجنسي.
ترتبط الهوية الجنسية بالسلوك الجنسي أكثر من التوجه الجنسي. وجد الاستطلاع ذاته أن 96% من النساء و87% من الرجال ذوي الهوية الجنسية المثلية أو ثنائيي الجنس قد مارسوا نشاطًا جنسيًا مع شخص من نفس الجنس مقارنةً بنسبة 32% من النساء و43% من الرجال الذين لديهم جاذبية نحو نفس الجنس. علقت المنظمة عند مراجعة النتائج: «إن تطور تحديد الهوية كمثلي الجنس هي حالة نفسية واجتماعية معقدة وأمر لا يتحقق في المجتمع إلا بمرور الوقت، ويسبب غالبًا صراعًا شخصيًا كبيرًا وشكوكًا في النفس ناهيك عن عدم الراحة في المجتمع».

### الهويات
تصف المغايرة الجنسية نمط انجذاب الأشخاص من الجنس الآخر. يعتبر المغايرون جنسياً أكبر مجموعة من مجموعات الهوية الجنسية.
تصف ازدواجية التوجه الجنسي نمطًا الانجذاب تجاه كل من الذكور والإناث معًا. أو لأكثر من نوع اجتماعي لا تعني ازدواجية الجنس بالضرورة الانجذاب الجنسي المتساوي لكلا الجنسين. يصف عادة الأشخاص الذين لديهم تفضيل جنسي محدد غير محصور بجنس واحد على الآخر أنفسهم أيضًا بأنهم مزدوجو الميول الجنسية.
تصف المثلية الجنسية نمط الانجذاب لأشخاص آخرين من نفس الجنس. يستخدم مصطلح (مثليّة الجنس) عادة للإشارة إلى النساء المثليات ويستخدم مصطلح (مثليّ الجنس) عادة للإشارة إلى الرجال المثليين جنسياً، على الرغم من أن (مثليين) تستخدم أحيانًا للإشارة إلى النساء.
اللاجنسية هي عدم الانجذاب الجنسي للآخرين، أو قلة وغياب الرغبة في ممارسة النشاط الجنسي. ويمكن تصنيفها أيضًا على نطاق أوسع لتشمل طيفًا واسعًا من الهويات اللاجنسية الفرعية. تختلف اللاجنسية عن الامتناع الطوعي والإرادي عن ممارسة النشاط الجنسي وعن التبتل.
تصف الجامعة الجنسية الجاذبية تجاه جميع الناس بغض النظر عن جنسهم البيولوجي أو هويتهم الجندرية. قد يشير الأشخاص ذوو الميول الجنسية إلى أنفسهم على أنهم عميان جنسيًا، مؤكدين أن نوع الجنس لا يمثل عاملَا حاسمًا في انجذابهم الجنسي للآخرين. تعتبر الجامعة الجنسية أحيانًا نوعًا من ازدواجية التوجه الجنسي.
تُعرّف التعددية الجنسية بشمولها لأنواع مختلفة من النشاط الجنسي والانجذاب للكثير من الأنواع الاجتماعية ولكن ليس لجميعها. قد يستخدم البعض هذا المصطلح كبديل عن مصطلح مزدوجي الميول الجنسية، ويعتقدون أن مصطلح مزدوجي الميول الجنسية يعيد تقسيم الشكل ثنائيًا للجنس. تحظر الديانات التوحيدية الكبرى عمومًا تعدد العلاقات الجنسية لكن بعض الأديان الأخرى تدمجه في ممارساتها. يدل مصطلح تعدد العلاقات الجنسية أيضًا على مزدوجي التوجه الجنسي.
يصف الانجذاب الجنسي نحو الذكاء الانجذابَ العاطفي والجنسي إلى ذكاء شخص آخر. يمكن لهؤلاء الأشخاص الذين ينجذبون جنسيًا للذكاء أن يكونوا مثليين أو مغايرين أو مزدوجي التوجه الجنسي فهو ليس توجهًا جنسيًا. اكتسب هذا الانجذاب اهتمامًا رئيسيًا في عام 2014 عندما أضافه موقع المواعدة (أوكيوبد) كأحد خيارات التفضيلات الجنسية الجديدة والهوية الجنسية.
يصنف نحو 0.5% من مستخدمي الموقع أنفسهم على أنهم منجذبون جنسيًا نحو الذكاء، ويعتبر الأكثر شيوعًا بين الشبان الذين تتراوح أعمارهم بين 31 و40 عامًا. وتكون احتمالات تصنيف النساء كمنجذبات جنسيًا نحو الذكاء أكثر من الرجال.

### النشاط الجنسي غير الخاضع لتصنيف
ينشأ عندما يختار الفرد عدم تسمية هويته الجنسية. ويمكن أن ينشأ هذا التعريف عن عدم يقين المرء من نشاطه الجنسي أو عدم رغبته في الالتزام بهوية جنسية لأنه لا يحب هذه التصنيفات أو يرغب بالشعور بالحرية فيما يتعلق بانجذابه بدلاً من الشعور بأنه مجبر على الالتزام بنمط معين بسبب هويته الجنسية. يمكن أن ينشأ ذلك أيضًا بسبب (عدم رغبة الشخص في قبول وضعه كأقلية جنسية). ونظرًا إلى أن عدم التحديد هو قرار يهدف لعدم وجود هوية جنسية فهو يختلف عن ازدواجية الميول الجنسية أو أي هوية جنسية أخرى.

## التطور

### بصورة عامة
تركز معظم أبحاث تطوير هوية الميول الجنسية على تطور الأشخاص الذين ينجذبون إلى نفس جنسهم. يعلن كثير من الناس الذين يشعرون بالانجذاب إلى أشخاص من جنسهم ذلك في مرحلة ما من حياتهم. يمر الإعلان عن المثلية في ثلاث مراحل: المرحلة الأولى هي مرحلة (معرفة الذات) يدرك المرء من خلالها انجذابه جنسيًا وعاطفيًا إلى أناس من جنسه. غالبًا ما يوصف ذلك بأنه إعلان داخلي ويمكن أن يحدث في مرحلة الطفولة أو البلوغ ولكنه يتأخر في بعض الأحيان لعمر الأربعين أو أكبر. تتضمن المرحلة الثانية قرار الإعلان أمام الآخرين مثل الأسرة والأصدقاء الزملاء، وتشمل المرحلة الثالثة العيش بشكل صريح كشخص من مجتمع الميم. غالبًا ما يعلن الأشخاص في الولايات المتحدة الأمريكية عن ميولهم أثناء المدرسة الثانوية أو في سن الجامعة. قد لا يثق الشبان في هذا العمر بالآخرين أو يطلبون المساعدة منهم، لا سيما عندما تُرفض توجهاتهم في المجتمع. وفي بعض الأحيان لا يبلغون أسرهم بذلك.
قال روزاريو وشريموشو وهانتر وراون في عام 2006: «إن تطوير هوية جنسية للمثليين أو مزدوجي الميول الجنسية هي عملية معقدة وصعبة في كثير من الأحيان. على عكس مجموعات الأقليات الجنسية الأخرى (مثل الأقليات الإثنية والعرقية) إذ لا يترعرع معظم الأفراد من ذوي الميول الجنسية المثلية في مجتمع يعلمهم ماهية هويتهم الجنسية ويعززها ويدعمها، ومن ناحية أخرى فقد يكبر الأفراد المثليين في مجتمعات جاهلة أو معادية بشكل علني للمثلية الجنسية».
قد يختار بعض الأفراد الذين يملكون انجذابًا جنسيًا غير مرغوب به في المجتمع إلغاء هويتهم التي تنتمي إلى الأقلية الجنسية ما ينشئ هوية جنسية مختلفة عن ميولهم الجنسية الفعلية. يمكن تغيير هوية التوجه الجنسي (وليس التوجه الجنسي) من خلال العلاج النفسي ومجموعات الدعم. يمكن لأي شخص لديه مشاعر جنسية مثلية أن يحدد هويته بطرق مختلفة. قد يقبل الفرد هوية الميم خاصته أو يلجأ إلى محاولة تطوير هوية مغايرة جنسيًا أو يرفض هويته كشخص من مجتمع الميم ويعتبر نفسه مثلي سابق أو قد يمتنع عن تحديد هوية جنسية.